# 西楼月
《西楼月》，词牌名。又名《春晓曲》。单调二十七字，四句三仄韵；又一体，单调二十七字，五句三仄韵。

## 词牌格式
平平仄仄平平仄，仄仄平平仄仄，仄平仄仄仄平平，仄仄仄平平仄仄。
平平仄仄平平仄，仄平平、平仄仄，仄平平仄仄平平，仄仄平平平仄仄。

## 例词
朱敦儒
西楼月落鸡声急。夜浸疏香淅沥。玉人酒渴嚼春冰。晓色入帘横宝瑟。
张元干
瑶轩倚栏春风度。柳垂烟。花带露。半闲鸳被怯余寒。燕子时来窥绣户。